# Малберг
Малберг (њем. Mahlberg) град је у њемачкој савезној држави Баден-Виртемберг. Једно је од 51 општинског средишта округа Ортенау. Према процјени из 2010. у граду је живјело 4.557 становника. Посједује регионалну шифру (AGS) 8317073.

## Географски и демографски подаци
Малберг се налази у савезној држави Баден-Виртемберг у округу Ортенау. Град се налази на надморској висини од 180 метара. Површина општине износи 16,6 km². У самом граду је, према процјени из 2010. године, живјело 4.557 становника. Просјечна густина становништва износи 275 становника/km².

## Међународна сарадња
| Мјесто | Држава    | Врста сарадње | Од    |
| ------ | --------- | ------------- | ----- |
|        | Француска | партнерство   | 1996. |
| Извор  |           |               |       |